# Занські мови
Занські мови, або Занурі (груз. ზანური ენები), або Колхідійські мови — група картвельських мов, до якої входять мегрельська та лазька мови. Деякі грузинські лінгвісти оскаржують таку класифікацію: на їхню думку, ці дві мови насправді є діалектним континуумом єдиної «занської мови». Поширений аргумент проти визначення цієї гілки мов як континууму — часто вживаний критерій взаємної зрозумілості при визначенні межі наявності між мовами; мегрельська та лазька є лише частково взаємно зрозумілими, хоч і носії обидвох мов можуть зрозуміти значну частину лексики іншою мовою. Насамперед лексика є схожою через семантичні й лексичні запозичення, та інші ареальні риси, що виникли через географічну близькість та спільну історію, що часто характерно для діалектних континуумів.
Термін «занські» походить від грецької та згодом римської назви одного з основних колхійських племен; це ім'я майже збігається з назвою мегрелів мовою сванів (მჷ-ზა̈ნ mə-zän). Грузинський лінгвіст Акакій Шанідзе пропонував назвати занські мови «колхідійськими».

## Історія
Згідно з глотохронологічним аналізом Георгія Клімова, занські мови відділились від решти картвельських мов приблизно у VIII віці до нашої ери. Занською говорили вздовж узбережжя Чорного моря, на території від сучасного міста Трабзон у Туреччині, до західної Грузії, та певною мірою у сучасних турецьких провінціях Гіресун та Орду.
У середині VII ст. нашої ери, носії занських мов були розділені через міграцію грузинськомовного населення з Іберії (східна Грузія), звідки вони тікали від арабів, що завоювали Імеретію, Гурію, та Аджарію.
Через географічну, а потім політичну та релігійну розділеність, північні та південні носії занських мов із часом розділились на мегрелів та лазів. Через те, що це розділення сталось ще до нового часу, нині не заведено вважати їхні мови єдиною, занською мовою. У наш час, мегрельською говорять мегрели, що переважно живуть у північнозахідній Грузії (Мегрелія, Абхазія), а лазькою — лази, що живуть у Туреччині, та малій частині Аджарії, що на південному заході Грузії.